# Lycée français Prins Henrik
Le lycée français Prins Henrik (danois : Prins Henrik Skole) est une école située à Frederiksberg au Danemark (région de Copenhague) et qui suit les programmes français.
L’école a environ 750 élèves issus d’une quarantaine de nationalités différentes. L’école est constituée de trois bâtiments : 1 bâtiment administratif, 1 bâtiment pour les primaires et 1 bâtiment pour les collégiens et les lycéens.

## Histoire
L'école fut fondée en 1954 sur le site de Dag Hammerskjölds allé sous le nom de « Petite école d’ambassade ». En 1967, l’école déménage à Blegdamsvej pour avoir plus de place puis ouvre une classe de sixième en 1969. L’école compte alors 110 élèves. L’école déménage de nouveau pour Frederiksberg Allé 16 en 1973 et change de nom pour lycée français Prins Henrik en l’honneur du prince Henrik de Danemark, lui-même français. L’école re-déménage en 1992 pour son site actuel, à Frederiksberg Allé 22. En 2023, l'école déménage sur le nouveau site de Rolighedsvej 39.

## Proviseurs et Présidents
| Année | Proviseur       | Président                                     |
| ----- | --------------- | --------------------------------------------- |
| 1954  |                 |                                               |
| 1969  | Mme Bergonzat   |                                               |
| 1974  | M Morel         |                                               |
| 1977  | Mme Coutin      |                                               |
| 1980  |                 |                                               |
| 1984  | M Dol           |                                               |
| 1987  | Mme Merchadou   | Anders Torbøl                                 |
| 1991  | M Luciani       |                                               |
| 1995  | Mme Sarrat      |                                               |
| 1996  | M Jérôme        |                                               |
| 1997  | Mme Stephen     |                                               |
| 2001  | M Voldoire      |                                               |
| 2006  | M Pellereau     |                                               |
| 2009  | M Luyckx        |                                               |
| 2011  | Mme Direnberger |                                               |
| 2014  | Michel Chesne   | Jean-thomas Meyer                             |
| 2019  | Karine Vittaz   | Hadi M'Barek / Valerie Houle / Edith Svebølle |
| 2023  | Michael Mocka   | Gösta Schwarck                                |

## Annexe